# Giancarlo Piretti

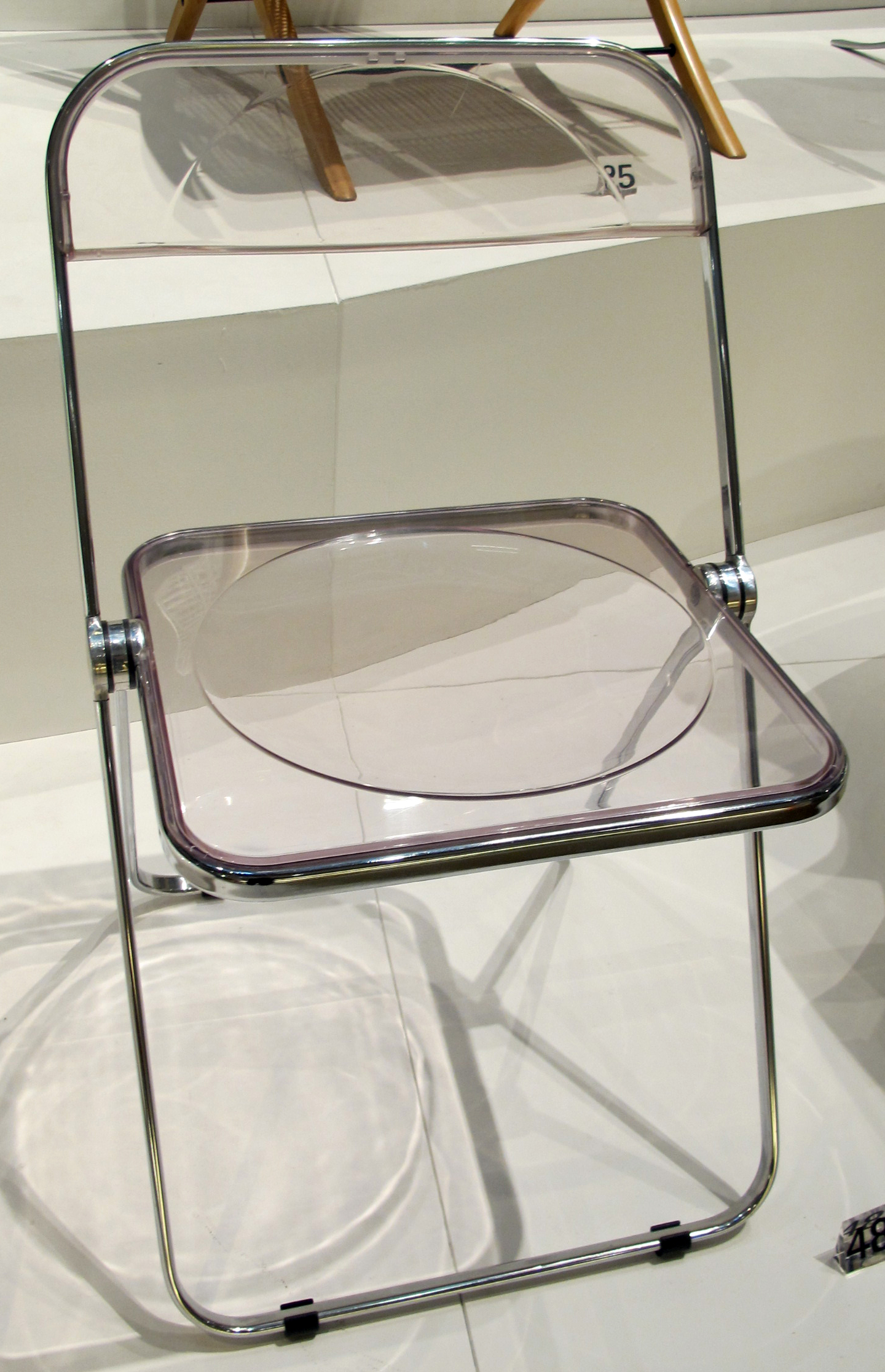
La Sedia Plia di Piretti, Museo MOMA di New York, disegnata nel 1967

Giancarlo Piretti (Bologna, 8 giugno 1940) è un designer italiano.

## Biografia
Giancarlo Piretti si laureò in design presso l'Accademia di Belle Arti di Bologna, diventando poi Professore di Interior Design all'Istituto Statale d'Arte di Bologna.

## Opere

### Installazioni e progetti
- 1967 Sedia Plia[3].